# Kwiaty wojny
Kwiaty wojny (chiń. upr. 金陵十三钗; chiń. trad. 金陵十三釵; pinyin Jīnlíng shísān chāi) – chiński dramat wojenny z 2011 roku w reżyserii Zhang Yimou. Scenariusz oparty jest na powieści autorstwa Yan Geling.

## Fabuła
Nankin, rok 1937. Udający księdza Amerykanin broni ukrywających się w kościele uczennic i prostytutek przed japońskimi żołnierzami.

## Obsada
Źródło: Filmweb
- Christian Bale – John Miller
- Ni Ni – Yu Mo
- Zhang Xinyi – Meng Shujuan (Shu)
- Huang Tianyuan – George Chen
- Han Xiting – Yi
- Zhang Doudou – Ling
- Tong Dawei – Major Li
- Atsurō Watabe – Pułkownik Hasegawa

## Nagrody i nominacje
Źródło: IMDb
- 2012: Nagroda Asian Film Awards dla Ni Ni w kategorii „najlepszy debiutant”
- 2012: Nominacja do Złotego Globu w kategorii „najlepszy film zagraniczny”
- 2012: Złota Szpula w kategorii „najlepszy montaż dźwięku w filmie zagranicznym”